# Liste des médaillés aux Jeux paralympiques d'été de 2024
Pour un article plus général, voir Jeux paralympiques d'été de 2024.
Cet article liste les athlètes ayant remporté une médaille aux Jeux paralympiques d'été de 2024 à Paris (France).

## Athlétisme
En raison du nombre important de podiums, le tableau ne peut pas être présenté dans cet article. Merci de vous reporter sur l'article dédié.

## Aviron
| Épreuves           | Or                                                                                              | Argent                                                                                          | Bronze                                                                                       |
| Hommes             |                                                                                                 |                                                                                                 |                                                                                              |
| Skiff PR1          | Benjamin Pritchard (GBR)                                                                        | Roman Polianskyi (POL)                                                                          | Giacomo Perini (ITA)                                                                         |
| Femmes             |                                                                                                 |                                                                                                 |                                                                                              |
| Skiff PR1          | Moran Samuel (ISR)                                                                              | Birgit Skarstein (NOR)                                                                          | Nathalie Benoit (FRA)                                                                        |
| Mixtes             |                                                                                                 |                                                                                                 |                                                                                              |
| Deux de couple PR2 | Grande-Bretagne- Lauren Rowles - Gregg Stevenson                                                | Chine- Liu Shuang - Jiang Jijian                                                                | Israël- Shahar Milfelder - Saleh Shahin                                                      |
| Deux de couple PR3 | Australie- Nikki Ayers - Jed Altschwager                                                        | Grande-Bretagne- Annabel Caddick - Samuel Murray                                                | Allemagne- Hermine Krumbein - Jan Helmich                                                    |
| Quatre barré PR2   | Grande-Bretagne- Francesca Allen - Giedrė Rakauskaitė - Josh O'Brien - Ed Fuller - Erin Kennedy | États-Unis- Skylar Dahl - Gemma Wollenschlaeger - Alex Flynn - Ben Washburne - Emelie Eldracher | France- Candyce Chafa - Remy Taranto - Grégoire Bireau - Margot Boulet - Émilie Acquistapace |

## Badminton
| Épreuves       | Or                                             | Argent                                         | Bronze                                         |
| Hommes         |                                                |                                                |                                                |
| Simple WH1     | Qu Zimo (CHN)                                  | Choi Jung-man (KOR)                            | Thomas Wandschneider (GER)                     |
| Simple WH2     | Daiki Kajiwara (JPN)                           | Chan Ho Yuen (HKG)                             | Kim Jung-jun (KOR)                             |
| Simple SL3     | Kumar Nitesh (IND)                             | Daniel Bethell (GBR)                           | Mongkhon Bunsun (THA)                          |
| Simple SL4     | Lucas Mazur (FRA)                              | Suhas Lalinakere Yathiraj (IND)                | Fredy Setiawan (INA)                           |
| Simple SU5     | Cheah Liek Hou (MAS)                           | Suryo Nugroho (INA)                            | Dheva Anrimusthi (INA)                         |
| Simple SH6     | Charles Noakes (FRA)                           | Krysten Coombs (GBR)                           | Vitor Tavares (BRA)                            |
| Double WH1-2   | Chine- Mai Jianpeng - Qu Zimo                  | Corée du Sud- Jeong Jae-gun - Yu Soo-young     | Japon- Hiroshi Murayama - Daiki Kajiwara       |
| Femmes         |                                                |                                                |                                                |
| Simple WH1     | Sarina Satomi (JPN)                            | Sujirat Pookkham (THA)                         | Yin Menglu (CHN)                               |
| Simple WH2     | Liu Yutong (CHN)                               | Li Hongyan (CHN)                               | Ilaria Renggli (SUI)                           |
| Simple SL3     | Xiao Zuxian (CHN)                              | Qonitah Ikhtiar Syakuroh (INA)                 | Mariam Eniola Bolaji (NGR)                     |
| Simple SL4     | Cheng Hefang (CHN)                             | Leani Ratri Oktila (INA)                       | Helle Sofie Sagøy (NOR)                        |
| Simple SU5     | Yang Qiuxia (CHN)                              | Thulasimathi Murugesan (IND)                   | Manisha Ramadass (IND)                         |
| Simple SH6     | Li Fengmei (CHN)                               | Lin Shuangbao (CHN)                            | Nithya Sre Sivan (IND)                         |
| Double WH1-2   | Chine- Yin Menglu - Liu Yutong                 | Japon- Sarina Satomi - Yuma Yamazaki           | Thaïlande- Sujirat Pookkham - Amnouy Wetwithan |
| Mixte          |                                                |                                                |                                                |
| Double SL3-SU5 | Indonésie- Hikmat Ramdani - Leani Ratri Oktila | Indonésie- Fredy Setiawan - Khalimatus Sadiyah | France- Lucas Mazur - Faustine Noël            |
| Double SH6     | Chine- Lin Naili - Li Fengmei                  | États-Unis- Miles Krajewski - Jayci Simon      | Indonésie- Subhan - Rina Marlina               |

## Basket-ball
| Épreuves                                                           | Or | Argent | Bronze |
| Tournoi masculin                                                   | États-Unis- Jacob Williams - Talen Jourdan - Brian Bell - Steve Serio - Paul Schulte - Nate Hinze - Trevon Jenifer - AJ Fitzpatrick - Jorge Salazar - Fabian Romo - John Boie - Jeromie Meyer                | Grande-Bretagne- Abdi Jama - Jim Palmer - Simon Brown - Kyle Marsh - Gregg Warburton - Harry Brown - Philip Pratt - Ben Fox - Peter Cusack - Lee Fryer - Lee Manning - Terry Bywater                                      | Allemagne- Alexander Budde - Aljaksandr Halouski - Julian Lammering - Jan Haller - Jan Sadler - Jens-Eike Albrecht - Lukas Glossner - Matthias Güntner - Nico Dreimüller - Thomas Böhme - Tobias Hell - Thomas Reier |
| Tournoi féminin                                                    | Pays-Bas- Ilse Arts - Sylvana van Hees - Lindsay Frelink - Jitske Visser - Julia van der Sprong - Bo Kramer - Xena Wimmenhoeve - Cher Korver - Saskia Pronk - Carina de Rooij - Mariska Beijer - Ylonne Post | États-Unis- Alejandra Ibáñez - Abigail Bauleke - Josie Aslakson - Natalie Schneider - Rebecca Murray - Rose Hollermann - Kaitlyn Eaton - Lindsey Zurbrugg - Emily Oberst - Bailey Moody - Ixhelt Gonzalez - Courtney Ryan | Chine- Xuejing Chen - Xuemei Zhang - Tonglei Zhang - Guidi Lyu - Suiling Lin - Xiaolian Huang - Jingwen Chen - Qiaoling Qiu - Meimei Zhang - Yun Long - Jiameng Dai - Xiang He                                       |
| Pour consulter ou modifier les données, voir la section #Médaillés | | | |

## Boccia
| Épreuves           | Or                                           | Argent                                                              | Bronze                                                   |
| Hommes             |                                              |                                                                     |                                                          |
| Individuel BC1     | John Loung (HKG)                             | Jung Sung-joon (KOR)                                                | Muhamad Syafa (INA)                                      |
| Individuel BC2     | Worawut Saengampa (THA)                      | M. Bintang Satria Herlangga (INA)                                   | Watcharaphon Vongsa (THA)                                |
| Individuel BC3     | Jeong Ho-won (KOR)                           | Daniel Michel (AUS)                                                 | Grigorios Polychronidis (GRE)                            |
| Individuel BC4     | Stephen McGuire (GBR)                        | Edilson Chica (COL)                                                 | Artem Kolinko (UKR)                                      |
| Femmes             |                                              |                                                                     |                                                          |
| Individuel BC1     | Aurélie Aubert (FRA)                         | Jeralyn Tan (SIN)                                                   | Hiromi Endo (JPN)                                        |
| Individuel BC2     | Cristina Gonçalves (POR)                     | Jeong So-yeong (KOR)                                                | Gischa Zayana (INA)                                      |
| Individuel BC3     | Ho Yuen Kei (HKG)                            | Jamieson Leeson (AUS)                                               | Kang Sun-hee (KOR)                                       |
| Individuel BC4     | Lin Ximei (CHN)                              | Cheung Yuen (HKG)                                                   | Leidy Chica (COL)                                        |
| Mixte              |                                              |                                                                     |                                                          |
| Par équipe BC1-BC2 | Chine- Zhang Qi - Yan Zhiqiang - Lan Zhijian | Indonésie- Gischa Zayana - Felix Ardi Yudha - Muhamad Afrizal Syafa | Japon- Hiromi Endo - Takayuki Hirose - Hidetaka Sugimura |
| Paires BC3         | Hong Kong- Ho Yuen Kei - Tse Tak Wah         | Corée du Sud- Jeong Ho-won - Kang Sun-hee                           | Argentine- Stefanía Ferrando - Rodrigo Romero            |
| Paires BC4         | Colombie- Edilson Chica - Leidy Chica        | Hong Kong- Leung Yuk Wing - Cheung Yuen                             | Thaïlande- Pornchok Larpyen - Nuanchan Phonsila          |

## Canoë
| Épreuves | Or                             | Argent                      | Bronze                         |
| Hommes   |                                |                             |                                |
| KL1      | Péter Pál Kiss (HUN)           | Luis Cardoso da Silva (BRA) | Rémy Boullé (FRA)              |
| KL2      | Curtis McGrath (AUS)           | David Phillipson (GBR)      | Mykola Syniuk (UKR)            |
| KL3      | Brahim Guendouz (ALG)          | Dylan Littlehales (AUS)     | Miquéias Elias Rodrigues (BRA) |
| VL2      | Fernando Rufino de Paulo (BRA) | Igor Tofalini (BRA)         | Steven Haxton (USA)            |
| VL3      | Vladyslav Yepifanov (UKR)      | Jack Eyers (GBR)            | Peter Cowan (NZL)              |
| Femmes   |                                |                             |                                |
| KL1      | Katherinne Wollermann (CHI)    | Maryna Mazhula (UKR)        | Edina Müller (GER)             |
| KL2      | Charlotte Henshaw (GBR)        | Emma Wiggs (GBR)            | Anja Adler (GER)               |
| KL3      | Laura Sugar (GBR)              | Nélia Barbosa (FRA)         | Felicia Laberer (GER)          |
| VL2      | Emma Wiggs (GBR)               | Brianna Hennessy (CAN)      | Susan Seipel (AUS)             |
| VL3      | Charlotte Henshaw (GBR)        | Hope Gordon (GBR)           | Zhong Yongyuan (CHN)           |

## Cyclisme
Piste
| Kilomètre - C1-2-3       | Li Zhangyu (en) (CHN)                                     | Liang Weicong (en) (CHN)                                         | Alexandre Léauté (FRA)                                        |  |  |  |
| Kilomètre - C4-5         | Korey Boddington (en) (AUS)                               | Blaine Hunt (en) (GBR)                                           | Alfonso Cabello (en) (ESP)                                    |  |  |  |
| Poursuite - C1           | Li Zhangyu (en) (CHN)                                     | Liang Weicong (en) (CHN)                                         | Ricardo Ten Argilés (ESP)                                     |  |  |  |
| Poursuite - C2           | Alexandre Léauté (FRA)                                    | Ewoud Vromant (BEL)                                              | Matthew Robertson (en) (GBR)                                  |  |  |  |
| Poursuite - C3           | Jaco van Gass (en) (GBR)                                  | Finlay Graham (en) (GBR)                                         | Alexandre Hayward (en) (CAN)                                  |  |  |  |
| Poursuite - C4           | Jozef Metelka (en) (SVK)                                  | Archie Atkinson (en) (GBR)                                       | Gatien Le Rousseau (FRA)                                      |  |  |  |
| Poursuite - C5           | Dorian Foulon (FRA)                                       | Yegor Dementyev (UKR)                                            | Elouan Gardon (en) (USA)                                      |  |  |  |
|                          |                                                           |                                                                  |                                                               |  |  |  |
| Kilomètre - B            | James Ball (en) (GBR) pilote : Steffan Lloyd              | Neil Fachie (en) (GBR) pilote : Matthew Rotherham                | Thomas Ulbricht (en) (GER) pilote : Robert Förstemann         |  |  |  |
| Poursuite - B            | Tristan Bangma (en) (NED) pilote : Patrick Bos            | Stephen Bate (en) (GBR) pilote : Christopher Latham              | Lorenzo Bernard (en) (ITA) pilote : Davide Plebani            |  |  |  |
| Femmes                   |                                                           |                                                                  |                                                               |  |  |  |
| 500 mètres - C1-2-3      | Amanda Reid (AUS)                                         | Qian Wangwei (en) (CHN)                                          | Maike Hausberger (en) (GER)                                   |  |  |  |
| 500 mètres - C4-5        | Caroline Groot (NED)                                      | Marie Patouillet (FRA)                                           | Kate O'Brien (CAN)                                            |  |  |  |
| Poursuite - C1-2-3       | Wang Xiaomei (CHN)                                        | Daphne Schrager (GBR)                                            | Flurina Rigling (SUI)                                         |  |  |  |
| Poursuite - C4           | Emily Petricola (AUS)                                     | Anna Taylor (en) (NZL)                                           | Keely Shaw (CAN)                                              |  |  |  |
| Poursuite - C5           | Marie Patouillet (FRA)                                    | Heïdi Gaugain (FRA)                                              | Nicole Murray (NZL)                                           |  |  |  |
|                          |                                                           |                                                                  |                                                               |  |  |  |
| Kilomètre - B            | Lizzi Jordan (GBR) pilote : Dannielle Khan                | Jessica Gallagher (AUS) pilote : Caitlin Ward                    | Sophie Unwin (GBR) pilote : Jenny Holl                        |  |  |  |
| Poursuite - B            | Sophie Unwin (GBR) pilote : Jenny Holl                    | Katie-George Dunlevy (IRL) pilote : Eve McCrystal                | Lora Fachie (en) (GBR) pilote : Corrine Hall                  |  |  |  |
| Mixte                    |                                                           |                                                                  |                                                               |  |  |  |
| Sprint par équipe - C1-5 | Grande-Bretagne- Kadeena Cox - Jody Cundy - Jaco van Gass | Espagne- Alfonso Cabello - Ricardo Ten Argilés - Pablo Jaramillo | Australie- Gordon Allan - Korey Boddington - Alistair Donohoe |  |  |  |

Route
| Épreuves                         | Or                                                          | Argent                                                 | Bronze                                                     |
| Hommes                           | Hommes                                                      | Hommes                                                 | Hommes                                                     |
| -------------------------------- | ----------------------------------------------------------- | ------------------------------------------------------ | ---------------------------------------------------------- |
| Course en ligne - H1-2           | Florian Jouanny (FRA)                                       | Sergio Garrote Muñoz (ESP)                             | Luca Mazzone (ITA)                                         |
| Course en ligne - H3             | Mathieu Bosredon (FRA)                                      | Johan Quaile (FRA)                                     | Mirko Testa (ITA)                                          |
| Course en ligne - H4             | Jetze Plat (NED)                                            | Thomas Frühwirth (AUT)                                 | Rafal Wilk (POL)                                           |
| Course en ligne - H5             | Mitch Valize (NED)                                          | Loïc Vergnaud (FRA)                                    | Pavlo Bal (UKR)                                            |
| Course contre-la-montre - H1     | Fabrizio Cornegliani (ITA)                                  | Maxime Hordies (BEL)                                   | Nicolas Pieter du Preez (???)                              |
| Course contre-la-montre - H2     | Sergio Garrote Muñoz (ESP)                                  | Luca Mazzone (ITA)                                     | Florian Jouanny (FRA)                                      |
| Course contre-la-montre - H3     | Mathieu Bosredon (FRA)                                      | Johan Quaile (FRA)                                     | Martino Pini (ITA)                                         |
| Course contre-la-montre - H4     | Jetze Plat (NED)                                            | Thomas Frühwirth (AUT)                                 | Jonas van de Steene (BEL)                                  |
| Course contre-la-montre - H5     | Mitch Valize (NED)                                          | Loïc Vergnaud (FRA)                                    | Luis Costa (POR)                                           |
|                                  |                                                             |                                                        |                                                            |
| Course en ligne - C1-2-3         | Finlay Graham (GBR)                                         | Thomas Peyroton-Dartet (FRA)                           | Alexandre Léauté (FRA)                                     |
| Course en ligne - C4-5           | Yegor Dementyev (UKR)                                       | Kévin Le Cunff (FRA)                                   | Martin van de Pol (NED)                                    |
| Course contre-la-montre - C1     | Ricardo Ten Argiles (ESP)                                   | Michael Teuber (GER)                                   | Zbigniew Maciejewski (POL)                                 |
| Course contre-la-montre - C2     | Alexandre Léauté (FRA)                                      | Ewoud Vromant (BEL)                                    | Darren Hicks (AUS)                                         |
| Course contre-la-montre - C3     | Thomas Peyroton-Dartet (FRA)                                | Eduardo Santas Assensio (ESP)                          | Matthias Schindler (GER)                                   |
| Course contre-la-montre - C4     | Kévin Le Cunff (FRA)                                        | Gatien Le Rousseau (FRA)                               | Damian Ramos Sanchez (ESP)                                 |
| Course contre-la-montre - C5     | Daniel Abraham Gebru (NED)                                  | Alistair Donohoe (AUS)                                 | Dorian Foulon (FRA)                                        |
|                                  |                                                             |                                                        |                                                            |
| Course en ligne - B              | Tristan Bangma (NED) pilote : Patrick Bos                   | Vincent ter Schure (NED) pilote : Timo Fransen         | Alexandre Lloveras (FRA) pilote : Yoann Paillot            |
| Course contre-la-montre - B      | Tristan Bangma (NED) pilote : Patrick Bos                   | Elie de Carvalho (FRA) pilote : Mickael Guichard       | Vincent ter Schure (NED) pilote : Timo Fransen             |
|                                  |                                                             |                                                        |                                                            |
| Course en ligne - T1-2           | Chen Jianxin (CHN)                                          | Dennis Connors (USA)                                   | Juan José Betancourt Quiroga (COL)                         |
| Course contre-la-montre - T1-2   | Chen Jianxin (CHN)                                          | Nathan Clement (CAN)                                   | Tim Celen (BEL)                                            |
| Femmes                           |                                                             |                                                        |                                                            |
| Course en ligne - H1-2-3-4       | Lauren Parker (AUS)                                         | Jennette Jansen (NED)                                  | Annika Zeyen (GER)                                         |
| Course en ligne - H5             | Oksana Masters (USA)                                        | Sun Bianbian (CHN)                                     | Ana Maria Vitelaru (ITA)                                   |
| Course contre-la-montre - H1-2-3 | Katerina Brim (USA)                                         | Lauren Parker (AUS)                                    | Annika Zeyen (GER)                                         |
| Course contre-la-montre - H4-5   | Oksana Masters (USA)                                        | Chantal Haenen (NED)                                   | Sun Bianbian (CHN)                                         |
|                                  |                                                             |                                                        |                                                            |
| Course en ligne - C1-2-3         | Keiko Sugiura (JPN)                                         | Flurina Rigling (SUI)                                  | Clara Brown (USA)                                          |
| Course en ligne - C4-5           | Sarah Storey (GBR)                                          | Heïdi Gaugain (FRA)                                    | Paula Ossa (COL)                                           |
| Course contre-la-montre - C1-2-3 | Maike Hausberger (GER)                                      | Fran Brown (GBR)                                       | Anna Beck (SWE)                                            |
| Course contre-la-montre - C4     | Samantha Bosco (USA)                                        | Meg Lemon (AUS)                                        | Franziska Matilde-Doerig (SUI)                             |
| Course contre-la-montre - C5     | Sarah Storey (GBR)                                          | Heïdi Gaugain (FRA)                                    | Alan Forster (AUS)                                         |
|                                  |                                                             |                                                        |                                                            |
| Course en ligne - B              | Sophie Unwin (GBR) pilote : Jenny Holl                      | Katie-George Dunlevy (IRL) pilote : Linda Kelly        | Lora Fachie (GBR) pilote : Corrine Hall                    |
| Course contre-la-montre - B      | Katie-George Dunlevy (IRL) pilote : Linda Kelly             | Sophie Unwin (GBR) pilote : Jenny Holl                 | Lora Fachie (GBR) pilote : Corrine Hall                    |
|                                  |                                                             |                                                        |                                                            |
| Course en ligne - T1-2           | Emma Lund (DEN)                                             | Celine van Till (SUI)                                  | Marieke van Soest (NED)                                    |
| Course contre-la-montre - T1-2   | Marieke van Soest (NED)                                     | Celine van Till (SUI)                                  | Emma Lund (DEN)                                            |
| Mixte                            |                                                             |                                                        |                                                            |
| Relais par équipe - H1-5         | France- Mathieu Bosredon - Florian Jouanny - Joseph Fritsch | Italie- Federico Mestroni - Luca Mazzone - Mirko Testa | États-Unis- Travis Gaertner - Katerina Brim - Matt Tingley |

## Équitation
| Catégorie I - Grand Prix Individuel                              | Rihards Snikus (LAT) sur King of the Dance                                                                    | Roxanne Trunnell (USA) sur Fan Tastico H                                                          | Sara Morganti (ITA) sur Mariebelle                                                                                         |  |  |  |
| Catégorie I - Grand Prix libre                                   | Rihards Snikus (LAT) sur King of the Dance                                                                    | Sara Morganti (ITA) sur Mariebelle                                                                | Mari Durward-Akhurst (GBR) sur Athene Lindebjerg                                                                           |  |  |  |
|                                                                  | |                                                                                                   | |  |  |  |
| Catégorie II - Grand Prix Individuel                             | Fiona Howard (USA) sur Diamond Dunes                                                                          | Katrine Kristensen (DEN) sur Goerklintgaards Quater                                               | Georgina Wilson (GBR) sur Sakura                                                                                           |  |  |  |
| Catégorie II - Grand Prix libre                                  | Fiona Howard (USA) sur Diamond Dunes                                                                          | Georgina Wilson (GBR) sur Sakura                                                                  | Heidemarie Dresing (GER) sur Dooloop                                                                                       |  |  |  |
|                                                                  | |                                                                                                   | |  |  |  |
| Catégorie III - Grand Prix Individuel                            | Rebecca Hart (USA) sur Floratina                                                                              | Rixt van der Horst (NED) sur Royal Fonq                                                           | Natasha Baker (GBR) sur Dawn Chorus                                                                                        |  |  |  |
| Catégorie III - Grand Prix libre                                 | Rebecca Hart (USA) sur Floratina                                                                              | Rixt van der Horst (NED) sur Royal Fonq                                                           | Natasha Baker (GBR) sur Dawn Chorus                                                                                        |  |  |  |
|                                                                  | |                                                                                                   | |  |  |  |
| Catégorie IV - Grand Prix Individuel                             | Demi Haerkens (NED) sur Daula                                                                                 | Sanne Voets (NED) sur Demantur                                                                    | Anna-Lena Niehues (GER) sur Quimbaya 6                                                                                     |  |  |  |
| Catégorie IV - Grand Prix libre                                  | Demi Haerkens (NED) sur Daula                                                                                 | Anna-Lena Niehues (GER) sur Quimbaya 6                                                            | Kate Shoemaker (USA) sur Vianne                                                                                            |  |  |  |
|                                                                  | |                                                                                                   | |  |  |  |
| Catégorie V - Grand Prix Individuel                              | Michèle George (BEL) sur Best of 8                                                                            | Regine Mispelkamp (GER) sur Highlander Delight's                                                  | Sophie Wells (GBR) sur LJT Egebjerggards Samoa                                                                             |  |  |  |
| Catégorie V - Grand Prix libre                                   | Michèle George (BEL) sur Best of 8                                                                            | Regine Mispelkamp (GER) sur Highlander Delight's                                                  | Sophie Wells (GBR) sur LJT Egebjerggards Samoa                                                                             |  |  |  |
|                                                                  | |                                                                                                   | |  |  |  |
| Grand Prix Open par équipe                                       | États-Unis - Rebecca Hart sur Floratina - Fiona Howard sur Diamond Dunes - Roxanne Trunnell sur Fan Tastico H | Pays-Bas - Demi Haerkens sur Daula - Rixt van der Horst sur Royal Fonq - Sanne Voets sur Demantur | Allemagne - Heidemarie Dresing sur Dooloop - Regine Mispelkamp sur Highlander Delight's - Anna-Lena Niehues sur Quimbaya 6 |  |  |  |
| Pour consulter ou modifier les données, voir la section #Podiums | |                                                                                                   | |  |  |  |

## Escrime
| Épreuves             | Or                                                      | Argent                                                                     | Bronze                                                               |
| Hommes               |                                                         |                                                                            |                                                                      |
| Épée individuelle A  | Sun Gang (CHN)                                          | Piers Gilliver (GBR)                                                       | Hakan Akkaya (TUR)                                                   |
| Épée individuelle B  | Dimitri Coutya (GBR)                                    | Visit Kingmanaw (THA)                                                      | Michał Dąbrowski (POL)                                               |
| Épée par équipes     | Chine- Sun Gang - Tian Jianquan - Zhang Jie             | Irak- Amar Ali - Zaïnoulabdine al-Madkhouri - Hayder al-Ogaili             | Grande-Bretagne- Dimitri Coutya - Piers Gilliver - Oliver Lam-Watson |
| Fleuret individuel A | Sun Gang (CHN)                                          | Matteo Betti (ITA)                                                         | Zhong Saichun (CHN)                                                  |
| Fleuret individuel B | Dimitri Coutya (GBR)                                    | Feng Yanke (CHN)                                                           | Hu Daoliang (CHN)                                                    |
| Fleuret par équipes  | Chine- Feng Yanke - Sun Gang - Zhong Saichun            | Grande-Bretagne- Dimitri Coutya - Piers Gilliver - Oliver Lam-Watson       | France- Ludovic Lemoine - Damien Tokatlian - Maxime Valet            |
| Sabre individuel A   | Maurice Schmidt (GER)                                   | Piers Gilliver (GBR)                                                       | Edoardo Giordan (ITA)                                                |
| Sabre individuel B   | Feng Yanke (CHN)                                        | Michał Dąbrowski (POL)                                                     | Zhang Jie (CHN)                                                      |
| Femmes               |                                                         |                                                                            |                                                                      |
| Épée individuelle A  | Chen Yuandong (CHN)                                     | Kwon Hyo-kyeong (KOR)                                                      | Gu Haiyan (CHN)                                                      |
| Épée individuelle B  | Saisunee Jana (THA)                                     | Kang Su (CHN)                                                              | Olena Fedota-Isaïeva (UKR)                                           |
| Épée par équipes     | Chine- Chen Yuandong - Gu Haiyan - Kang Su - Zou Xufeng | Ukraine- Yevheniya Breus - Olena Fedota-Isaïeva - Nataliya Morvych         | Thaïlande- Saisunee Jana - Duean Nakprasit - Aphinya Thongdaeng      |
| Fleuret individuel A | Zou Xufeng (CHN)                                        | Gu Haiyan (CHN)                                                            | Judith Rodríguez Menéndez (ESP)                                      |
| Fleuret individuel B | Saisunee Jana (THA)                                     | Xiao Rong (CHN)                                                            | Beatrice Vio (ITA)                                                   |
| Fleuret par équipes  | Chine- Gu Haiyan - Xiao Rong - Zou Xufeng               | Hongrie- Eva Hajmasi - Zsuzsanna Krajniak - Boglarka Mezo - Amarilla Veres | Italie- Ionela Mogos - Loredana Trigilia - Beatrice Vio              |
| Sabre individuel A   | Gu Haiyan (CHN)                                         | Kinga Dróżdż (POL)                                                         | Nino Tibilashvili (GEO)                                              |
| Sabre individuel B   | Saisunee Jana (THA)                                     | Xiao Rong (CHN)                                                            | Olena Fedota-Isaïeva (UKR)                                           |

## Football à 5
| Épreuves                                                        | Or | Argent | Bronze |
| Tournoi masculin                                                | France- Alessandro Bartolomucci - Mickaël Miguez - Gaël Rivière - Hakim Arezki - Martin Baron - Khalifa Youmé - Frédéric Villeroux - Ahmed Tidiane Diakité - Fabrice Morgado - Benoit Chevreau de Montlehu | Argentine- Darío Lencina - Ángel Deldo - Nahuel Heredia - Froilan Padilla - Jesus Merlos - Matias Olivera - Maximiliano Espinillo - Osvaldo Fernández - Mario Rios - Germán Muleck | Brésil- Luan Gonçalves - Maicon Júnior - Cássio Lopes - Jonatan Borges da Silva - Jeferson da Conceição - Nonato - Tiago da Silva - Ricardo Alves - Jardiel Soares - Matheus Bumussa |
| Pour consulter ou modifier les données, voir la section #Podium | | | |

## Goalball
| Épreuves                                                         | Or | Argent | Bronze |
| Tournoi masculin                                                 | Japon - Yuto Sano - Haruki Torii - Yuji Taguchi - Naoki Hagiwara - Kazuya Kaneko - Koji Miyajiki                | Ukraine - Vasyl Oliinyk - Anton Strelchyk - Fedir Sydorenko - Yevheniy Tsyhanenko - Rodion Zhyalin - Oleksandr Toporkov | Brésil - André Dantas - Emerson Ernesto - Romário Marques - Leomon Moreno - Paulo Saturnino - Josemárcio Sousa |
| Tournoi féminin                                                  | Turquie - Fatma Gül Güler - Reyhan Yılmaz - Sevda Altunoluk - Şeydanur Kaplan - Sevtap Altunoluk - Berfin Altan | Israël - Elham Mahamid Ruzin - Noa Malka - Gal Hamrani - Ori Mizrahi - Roni Ohayon - Lihi Ben-David                     | Chine - Zhang Xiling - Cao Zhenhua - Xu Miao - Wang Chunyan - Ke Peiying - Wang Chunhua                        |
| Pour consulter ou modifier les données, voir la section #Podiums | | | |

## Haltérophilie
| Épreuves | Or                             | Argent                         | Bronze                                |
| Hommes   | Hommes                         | Hommes                         | Hommes                                |
| -------- | ------------------------------ | ------------------------------ | ------------------------------------- |
| 49 kg    | Omar Sami Hamadeh Qarada (JOR) | Abdullah Kayapinar (TUR)       | Cong le Van (VIE)                     |
| 54 kg    | David Degtyarev (KAZ)          | Pablo Ramiez Barrientos (CUB)  | Yang Jinglang (CHN)                   |
| 59 kg    | Mohamed Elmenyawy (EGY)        | Qi Yongkai (CHN)               | Mohsen Bakhtiar (IRI)                 |
| 65 kg    | Zou Yi (CHN)                   | Mark Swan (GBR)                | Hocine Bettir (ALG)                   |
| 72 kg    | Bonnie Bunyau Gustin (MAS)     | Hu Peng (CHN)                  | Donato Telesca (ITA)                  |
| 80 kg    | Rouhollah Rostami (IRI)        | Gu Xiaofei (CHN)               | Rasool Mohsin (IRQ)                   |
| 88 kg    | Yan Panpan (CHN)               | Mohamed Elelfat (EGY)          | Yurii Babynets (UKR)                  |
| 97 kg    | Abdelkareem Khattab (JOR)      | Ye Jixiong (CHN)               | Fabio Torres (COL)                    |
| 107 kg   | Aliakbar Gharibshahi (IRI)     | Enkhbayaryn Sodnompiljee (MGL) | José de Jesús Castillo (MEX)          |
| +107 kg  | Ahmad Aminzadeh (IRI)          | Anton Kriukov (UKR)            | Akaki Jintcharadze (GEO)              |
| Femmes   |                                |                                |                                       |
| 41 kg    | Cui Zhe (CHN)                  | Esther Nworgu (NGR)            | Lara de Lima (BRA)                    |
| 45 kg    | Guo Lingling (CHN)             | Zoe Newson (GBR)               | Nazmiye Muratli (TUR)                 |
| 50 kg    | Clara Fuentes Monasterio (VEN) | Xiao Jinping (CHN)             | Olivia Broome (GBR)                   |
| 55 kg    | Rehab Ahmed (EGY)              | Besra Duman (TUR)              | Kamolpan Kraratpet (THA)              |
| 61 kg    | Onyinyechi Mark (NGR)          | Cui Jianjin (CHN)              | Amalia Pérez (MEX)                    |
| 67 kg    | Tan Yujiao (CHN)               | Fatma Elyan (EGY)              | Maria de Fatima Costa de Castro (BRA) |
| 73 kg    | Mariana D'Andrea (BRA)         | Ruza Kuzieva (UZB)             | Sibel Çam (TUR)                       |
| 79 kg    | Han Miaoyu (CHN)               | Bose Omolayo (NGR)             | Safaa Hassan (EGY)                    |
| 86 kg    | Tayana Medeiros (BRA)          | Zheng Feifei (CHN)             | Marion Serrano (CHI)                  |
| +86 kg   | Folashade Oluwafemiayo (NGR)   | Deng Xuemei (CHN)              | Nadia Ali (EGY)                       |

## Judo
| Épreuves          | Or                               | Argent                           | Bronze                                             |
| Hommes            |                                  |                                  |                                                    |
| Moins de 60 kg J1 | Abdelkader Bouamer (ALG)         | Meysam Banitaba (IRI)            | Marcos Dennis Blanco (VEN) Kapil Parmar (IND)      |
| Moins de 60 kg J2 | Sherzod Namozov (UZB)            | Zurab Zurabiani (GEO)            | Ishak Ouldkouider (ALG) Davyd Khorava (UKR)        |
| Moins de 73 kg J1 | Alex Bologa (ROU)                | Yergali Shamey (KAZ)             | Lennart Sass (GER) Djibrilo Iafa (POR)             |
| Moins de 73 kg J2 | Yujiro Seto (JPN)                | Giorgi Kaldani (GEO)             | Uchkun Kuranbaev (UZB) Osvaldas Bareikis (LTU)     |
| Moins de 90 kg J1 | Arthur Cavalcante da Silva (BRA) | Daniel Powell (GBR)              | Cyril Jonard (FRA) Oleg Crețul (MDA)               |
| Moins de 90 kg J2 | Oleksandr Nazarenko (UKR)        | Hélios Latchoumanaya (FRA)       | Davurkhon Karomatov (UZB) Marcelo Casanova (BRA)   |
| Plus de 90 kg J1  | Wilians Silva de Araújo (BRA)    | Ion Basoc (MDA)                  | Jason Grandry (FRA) Ilham Zakiyev (AZE)            |
| Plus de 90 kg J2  | İbrahim Bölükbaşı (TUR)          | Revaz Chikoidze (GEO)            | Zhurkamyrza Shukurbekov (KAZ) Chris Skelley (GBR)  |
| Femmes            |                                  |                                  |                                                    |
| Moins de 48 kg J1 | Shi Yijie (CHN)                  | Maria Liana Mutia (USA)          | Anzhela Havrysiuk (UKR) Paula Gómez (ARG)          |
| Moins de 48 kg J2 | Akmaral Nauatbek (KAZ)           | Sandrine Martinet (FRA)          | Li Liqing (CHN) Cahide Eke (TUR)                   |
| Moins de 57 kg J1 | Shi Yijie (CHN)                  | Maria Liana Mutia (USA)          | Anzhela Havrysiuk (UKR) Paula Gómez (ARG)          |
| Moins de 57 kg J2 | Junko Hirose (JPN)               | Kumushkhon Khodjaeva (UZB)       | Dayana Fedossova (KAZ) Marta Arce Payno (ESP)      |
| Moins de 70 kg J1 | Liu Li (CHN)                     | Brenda Souza (BRA)               | Theodora Paschalidou (GRE) Nicolina Pernheim (SWE) |
| Moins de 70 kg J2 | Alana Maldonado (BRA)            | Wang Yue (CHN)                   | Kazusa Ogawa (JPN) Ina Kaldani (GEO)               |
| Plus de 70 kg J1  | Anastasiia Harnyk (UKR)          | Erika Zoaga (BRA)                | Nazan Akın Güneş (TUR) Christella Garcia (USA)     |
| Plus de 70 kg J2  | Rebeca de Souza Silva (BRA)      | Sheyla Hernández Estupiñán (CUB) | Wang Hongyu (CHN) Zarina Raifova (KAZ)             |

## Natation
En raison du nombre important de podiums, le tableau ne peut pas être présenté dans cet article. Merci de vous reporter sur l'article dédié.

## Rugby
| Épreuves                                                        | Or | Argent | Bronze |
| Tournoi open                                                    | Japon- Hidefumi Wakayama - Yuki Hasegawa - Kae Kurahashi - Masayuki Haga - Daisuke Ikezaki - Ryuji Kusaba - Shinichi Shimakawa - Shunya Nakamachi - Yukinobu Ike - Seiya Norimatsu - Hitoshi Ogawa - Katsuya Hashimoto | États-Unis- Sarah Adam - Chuck Aoki - Clayton Brackett - Jeff Butler - Lee Fredette - Brad Hudspeth - Chuck Melton - Eric Newby - Josh O'Neill - Zion Redington - Mason Symons - Josh Wheeler | Australie - Ryley Batt - Chris Bond - Ben Fawcett - Brayden Foxley-Connolly - Andrew Edmondson - Shae Graham - Jake Howe - Josh Nicholson - James McQuillan - Emilie Miller - Ella Sabljak - Beau Vernon |
| Pour consulter ou modifier les données, voir la section #Podium | | | |

## Taekwondo
| Épreuve    | Or                                | Argent                    | Bronze                        |
| Hommes     | Hommes                            | Hommes                    | Hommes                        |
| ---------- | --------------------------------- | ------------------------- | ----------------------------- |
| K44 -58 kg | Asaf Yasur (ISR)                  | Alican Özcan (en) (TUR)   | Sabir Zeynalov (AZE)          |
| K44 -58 kg | Asaf Yasur (ISR)                  | Alican Özcan (en) (TUR)   | Xiao Xiang-wen (TPE)          |
| K44 -63 kg | Mahmut Bozteke (TUR)              | Bolor-Erdene Ganbat (MGL) | Antonino Bossolo (ITA)        |
| K44 -63 kg | Mahmut Bozteke (TUR)              | Bolor-Erdene Ganbat (MGL) | Ayoub Adouich (MAR)           |
| K44 -70 kg | Imamaddin Khalilov (AZE)          | Fatih Çelik (TUR)         | Juan Diego García López (MEX) |
| K44 -70 kg | Imamaddin Khalilov (AZE)          | Fatih Çelik (TUR)         | Juan Samorano (ARG)           |
| K44 -80 kg | Asadbek Toshtemirov (UZB)         | Luis Mario Nájeta (MEX)   | Alireza Bakht (IRI)           |
| K44 -80 kg | Asadbek Toshtemirov (UZB)         | Luis Mario Nájeta (MEX)   | Joo Jeong-hun (KOR)           |
| K44 +80 kg | Matt Bush (GBR)                   | Aliaskhab Ramazanov (NPA) | Evan Medell (USA)             |
| K44 +80 kg | Matt Bush (GBR)                   | Aliaskhab Ramazanov (NPA) | Hamed Haghshenas (IRI)        |
| Femmes     |                                   |                           |                               |
| K44 -47 kg | Leonor Espinoza (PER)             | Ziyodakhon Isakova (UZB)  | Khwansuda Phuangkitcha (THA)  |
| K44 -47 kg | Leonor Espinoza (PER)             | Ziyodakhon Isakova (UZB)  | Zakia Khudadadi (RPT)         |
| K44 -52 kg | Surenjav Ulambayar (MGL)          | Zahra Rahimi (IRI)        | Ana Japaridze (GEO)           |
| K44 -52 kg | Surenjav Ulambayar (MGL)          | Zahra Rahimi (IRI)        | Meryem Çavdar (TUR)           |
| K44 -57 kg | Li Yujie (CHN)                    | Gamze Gürdal (TUR)        | Palesha Goverdhan (NEP)       |
| K44 -57 kg | Li Yujie (CHN)                    | Gamze Gürdal (TUR)        | Silvana Mayara Cardoso (BRA)  |
| K44 -65 kg | Ana Carolina Silva de Moura (BRA) | Djelika Diallo (FRA)      | Lisa Kjær (DEN)               |
| K44 -65 kg | Ana Carolina Silva de Moura (BRA) | Djelika Diallo (FRA)      | Christina Gkentzou (GRE)      |
| K44 +65 kg | Amy Truesdale (GBR)               | Guljonoy Naimova (UZB)    | Eleni Papastamatopoulou (GRE) |
| K44 +65 kg | Amy Truesdale (GBR)               | Guljonoy Naimova (UZB)    | Rajae Akermach (MAR)          |

## Tennis
| Épreuve                                                          | Or                                          | Argent                                          | Bronze                                            |
| ---------------------------------------------------------------- | ------------------------------------------- | ----------------------------------------------- | ------------------------------------------------- |
| Simple messieurs                                                 | Tokito Oda (JPN)                            | Alfie Hewett (GBR)                              | Gustavo Fernández (ARG)                           |
| Double messieurs                                                 | Grande-Bretagne- Alfie Hewett - Gordon Reid | Japon- Tokito Oda - Takuya Miki                 | Espagne- Martín de la Puente - Daniel Caverzaschi |
| Simple dames                                                     | Yui Kamiji (JPN)                            | Diede de Groot (NED)                            | Aniek van Koot (NED)                              |
| Double dames                                                     | Japon- Yui Kamiji - Manami Tanaka           | Pays-Bas- Diede de Groot - Aniek van Koot       | Chine- Guo Luoyao - Wang Ziying                   |
| Simple quad (mixte)                                              | Niels Vink (NED)                            | Sam Schroder (NED)                              | Guy Sasson (ISR)                                  |
| Double quad (mixte)                                              | Pays-Bas- Sam Schroder - Niels Vink         | Grande-Bretagne- Andy Lapthorne - Gregory Slade | Afrique du Sud- Donald Ramphadi - Lucas Sithole   |
| Pour consulter ou modifier les données, voir la section #Podiums |                                             |                                                 |                                                   |

## Tennis de table
| Épreuves           | Or                                          | Argent                                                     | Bronze                                                   |
| Hommes             | Hommes                                      | Hommes                                                     | Hommes                                                   |
| ------------------ | ------------------------------------------- | ---------------------------------------------------------- | -------------------------------------------------------- |
| Simple Classe 1    | Yunier Fernández (CUB)                      | Rob Davies (GBR)                                           | Federico Falco (ITA)                                     |
| Simple Classe 1    | Yunier Fernández (CUB)                      | Rob Davies (GBR)                                           | Endre Major (HUN)                                        |
| Simple Classe 2    | Rafał Czuper (POL)                          | Jiři Suchánek (CZE)                                        | Cha Soo-yong (KOR)                                       |
| Simple Classe 2    | Rafał Czuper (POL)                          | Jiři Suchánek (CZE)                                        | Fabien Lamirault (FRA)                                   |
| Simple Classe 3    | Feng Panfeng (CHN)                          | Thomas Schmidberger (GER)                                  | Yuttajak Glinbancheun (THA)                              |
| Simple Classe 3    | Feng Panfeng (CHN)                          | Thomas Schmidberger (GER)                                  | Jang Yeong-jin (KOR)                                     |
| Simple Classe 4    | Kim Young-gun (KOR)                         | Wanchai Chaiwut (THA)                                      | Kim Jung-gil (KOR)                                       |
| Simple Classe 4    | Kim Young-gun (KOR)                         | Wanchai Chaiwut (THA)                                      | Isau Ogunkunle (NGR)                                     |
| Simple Classe 5    | Tommy Urhaug (NOR)                          | Cheng Ming-chih (TPE)                                      | Ali Öztürk (TUR)                                         |
| Simple Classe 5    | Tommy Urhaug (NOR)                          | Cheng Ming-chih (TPE)                                      | Mitar Palikuća (SRB)                                     |
| Simple Classe 6    | Matteo Parenzan (ITA)                       | Rungroj Thainiyom (THA)                                    | Peter Rosenmeier (DEN)                                   |
| Simple Classe 6    | Matteo Parenzan (ITA)                       | Rungroj Thainiyom (THA)                                    | Ian Seidenfeld (USA)                                     |
| Simple Classe 7    | Yan Shuo (CHN)                              | Will Bayley (GBR)                                          | Jean Paul Montanus (NED)                                 |
| Simple Classe 7    | Yan Shuo (CHN)                              | Will Bayley (GBR)                                          | Chalermpong Punpoo (THA)                                 |
| Simple Classe 8    | Viktor Didoukh (UKR)                        | Zhao Shuai (CHN)                                           | Maksym Nikolenko (UKR)                                   |
| Simple Classe 8    | Viktor Didoukh (UKR)                        | Zhao Shuai (CHN)                                           | Phisit Wangphonphathanasiri (THA)                        |
| Simple Classe 9    | Laurens Devos (BEL)                         | Lucas Didier (FRA)                                         | Ander Cepas (ESP)                                        |
| Simple Classe 9    | Laurens Devos (BEL)                         | Lucas Didier (FRA)                                         | Ma Lin (AUS)                                             |
| Simple Classe 10   | Patryk Chojnowski (POL)                     | Lian Hao (CHN)                                             | Matéo Bohéas (FRA)                                       |
| Simple Classe 10   | Patryk Chojnowski (POL)                     | Lian Hao (CHN)                                             | Filip Radović (MNE)                                      |
| Simple Classe 11   | Kim Gi-tae (KOR)                            | Chen Po-yen (TPE)                                          | Samuel Von Einem (AUS)                                   |
| Simple Classe 11   | Kim Gi-tae (KOR)                            | Chen Po-yen (TPE)                                          | Péter Pálos (HUN)                                        |
|                    |                                             |                                                            |                                                          |
| Double Classe MD4  | Slovaquie- Peter Lovas - Ján Riapoš         | Corée du Sud- Jang Yeong-jin - Park Sung-joo               | Corée du Sud- Cha Soo-yong - Park Jin-cheol              |
| Double Classe MD4  | Slovaquie- Peter Lovas - Ján Riapoš         | Corée du Sud- Jang Yeong-jin - Park Sung-joo               | France- Fabien Lamirault - Julien Michaud                |
| Double Classe MD8  | Chine- Cao Ningning - Feng Panfeng          | Allemagne- Valentin Baus - Thomas Schmidberger             | Thaïlande- Wanchai Chaiwut - Yuttajak Glinbancheun       |
| Double Classe MD8  | Chine- Cao Ningning - Feng Panfeng          | Allemagne- Valentin Baus - Thomas Schmidberger             | Turquie- Abdullah Öztürk - Nesim Turan                   |
| Double Classe MD14 | Chine- Liao Keli - Yan Shuo                 | Thaïlande- Rungroj Thainiyom - Phisit Wangphonphathanasiri | France- Clément Berthier - Esteban Herrault              |
| Double Classe MD14 | Chine- Liao Keli - Yan Shuo                 | Thaïlande- Rungroj Thainiyom - Phisit Wangphonphathanasiri | Grande-Bretagne- Paul Karabardak - Billy Shilton         |
| Double Classe MD18 | Pologne- Patryk Chojnowski - Piotr Grudzień | Chine- Liu Chaodong - Zhao Yiqing                          | Brésil- Luiz Manara - Claudio Massad                     |
| Double Classe MD18 | Pologne- Patryk Chojnowski - Piotr Grudzień | Chine- Liu Chaodong - Zhao Yiqing                          | Chine- Lian Hao - Zhao Shuai                             |
| Femmes             |                                             |                                                            |                                                          |
| Simple Classe 1-2  | Giada Rossi (ITA)                           | Liu Jing (CHN)                                             | Dorota Bucław (POL)                                      |
| Simple Classe 1-2  | Giada Rossi (ITA)                           | Liu Jing (CHN)                                             | Seo Su-yeon (KOR)                                        |
| Simple Classe 3    | Anđela Mužinić Vincetić (CRO)               | Yoon Ji-yu (KOR)                                           | Carlotta Ragazzini (ITA)                                 |
| Simple Classe 3    | Anđela Mužinić Vincetić (CRO)               | Yoon Ji-yu (KOR)                                           | Xue Juan (CHN)                                           |
| Simple Classe 4    | Sandra Mikolaschek (GER)                    | Borislava Perić-Ranković (SRB)                             | Gu Xiaodan (CHN)                                         |
| Simple Classe 4    | Sandra Mikolaschek (GER)                    | Borislava Perić-Ranković (SRB)                             | Zhou Ying (CHN)</                                        |
| Simple Classe 5    | Zhang Bian (CHN)                            | Pan Jiamin (CHN)                                           | Moon Sung-hye (KOR)                                      |
| Simple Classe 5    | Zhang Bian (CHN)                            | Pan Jiamin (CHN)                                           | Jung Young-a (KOR)                                       |
| Simple Classe 6    | Najlah Al-Dayyeni (IRQ)                     | Maryna Lytovchenko (UKR)                                   | Maliak Alieva (NPA)                                      |
| Simple Classe 6    | Najlah Al-Dayyeni (IRQ)                     | Maryna Lytovchenko (UKR)                                   | Camelia Ciripan (ROU)                                    |
| Simple Classe 7    | Kelly van Zon (NED)                         | Kübra Öçsoy Korkut (TUR)                                   | Bly Twomey (GBR)                                         |
| Simple Classe 7    | Kelly van Zon (NED)                         | Kübra Öçsoy Korkut (TUR)                                   | Wang Rui (CHN)                                           |
| Simple Classe 8    | Huang Wenjuan (CHN)                         | Aida Dahlen (NOR)                                          | Juliane Wolf (GER)                                       |
| Simple Classe 8    | Huang Wenjuan (CHN)                         | Aida Dahlen (NOR)                                          | Florencia Pérez (CHI)                                    |
| Simple Classe 9    | Karolina Pęk (POL)                          | Xiong Guiyan (CHN)                                         | Lei Lina (AUS)                                           |
| Simple Classe 9    | Karolina Pęk (POL)                          | Xiong Guiyan (CHN)                                         | Alexa Szvitacs (HUN)                                     |
| Simple Classe 10   | Yang Qian (AUS)                             | Natalia Partyka (POL)                                      | Bruna Alexandre (BRA)                                    |
| Simple Classe 10   | Yang Qian (AUS)                             | Natalia Partyka (POL)                                      | Tian Shiau-wen (TPE)                                     |
| Simple Classe 11   | Natsuki Wada (JPN)                          | Elena Prokofeva (NPA)                                      | Ebru Acer (TUR)                                          |
| Simple Classe 11   | Natsuki Wada (JPN)                          | Elena Prokofeva (NPA)                                      | Kanami Furukawa (JPN)                                    |
|                    |                                             |                                                            |                                                          |
| Double Classe WD5  | Chine- Liu Jing - Xue Juan                  | Corée du Sud- Seo Su-yeon - Yoon Ji-yu                     | Brésil- Joyce de Oliveira - Cátia Oliveira               |
| Double Classe WD5  | Chine- Liu Jing - Xue Juan                  | Corée du Sud- Seo Su-yeon - Yoon Ji-yu                     | Thaïlande- Dararat Asayut - Chilchitparyak Bootwansirina |
| Double Classe WD10 | Chine- Gu Xiaodan - Pan Jiamin              | Serbie- Borislava Perić - Nada Matić                       | Corée du Sud- Kang Oe-jeong - Lee Mi-gyu                 |
| Double Classe WD10 | Chine- Gu Xiaodan - Pan Jiamin              | Serbie- Borislava Perić - Nada Matić                       | Corée du Sud- Jung Young-a - Moon Sung-hye               |
| Double Classe WD14 | Chine- Huang Wenjuan - Jin Yucheng          | Allemagne- Stephanie Grebe - Juliane Wolf                  | Grande-Bretagne- Felicity Pickard (en) - Bly Twomey (en) |
| Double Classe WD14 | Chine- Huang Wenjuan - Jin Yucheng          | Allemagne- Stephanie Grebe - Juliane Wolf                  | Norvège - Aida Dahlen - Merethe Tveiten (en)             |
| Double Classe WD20 | Australie- Lei Lina - Yang Qian             | Taipei chinois- Lin Tzu-yu - Tian Shiau-wen                | Brésil- Bruna Alexandre - Danielle Rauen                 |
| Double Classe WD20 | Australie- Lei Lina - Yang Qian             | Taipei chinois- Lin Tzu-yu - Tian Shiau-wen                | Pologne- Natalia Partyka - Karolina Pęk                  |
| Mixte              |                                             |                                                            |                                                          |
| Double Classe XD7  | Chine- Feng Panfeng - Zhou Ying             | Thaïlande- Yuttajak Glinbancheun - Wijittra Jaion          | Chine- Gu Xiaodan - Zhai Xiang                           |
| Double Classe XD7  | Chine- Feng Panfeng - Zhou Ying             | Thaïlande- Yuttajak Glinbancheun - Wijittra Jaion          | France- Florian Merrien - Flora Vautier                  |
| Double Classe XD17 | Chine- Mao Jingdian - Zhao Shuai            | Chine- Peng Weinan - Xiong Guiyan                          | Pologne- Piotr Grudzień - Karolina Pęk                   |
| Double Classe XD17 | Chine- Mao Jingdian - Zhao Shuai            | Chine- Peng Weinan - Xiong Guiyan                          | Ukraine- Viktor Didoukh - Iryna Shynkarova               |

## Tir
| Épreuve                                 | Or                          | Argent                        | Bronze                       |
| Hommes                                  | Hommes                      | Hommes                        | Hommes                       |
| --------------------------------------- | --------------------------- | ----------------------------- | ---------------------------- |
| Pistolet à 10 m air comprimé SH1        | Jo Jeong-du (KOR)           | Manish Narwal (IND)           | Yang Chao (CHN)              |
|                                         |                             |                               |                              |
| Carabine à 10 m air comprimé debout SH1 | Park Jin-ho (KOR)           | Yerkin Gabbasov (KAZ)         | Martin Black Jørgensen (DEN) |
| Carabine à 50 m 3 positions SH1         | Park Jin-ho (KOR)           | Dong Chao (CHN)               | Marek Dobrowolski (POL)      |
| Femmes                                  |                             |                               |                              |
| Pistolet à 10 m air comprimé SH1        | Sareh Javanmardi (IRI)      | Aysel Özgan (TUR)             | Rubina Francis (IND)         |
|                                         |                             |                               |                              |
| Carabine à 10 m air comprimé debout SH1 | Avani Lekhara (IND)         | Lee Yun-ri (en) (KOR)         | Mona Agarwal (en) (IND)      |
| Carabine à 50 m 3 positions SH1         | Natascha Hiltrop (GER)      | Veronika Vadovičová (SVK)     | Zhang Cuiping (CHN)          |
| Mixte                                   |                             |                               |                              |
| Pistolet à 25 m SH1                     | Yang Chao (CHN)             | Yan Xiao Gong (USA)           | Kim Jung-nam (KOR)           |
| Pistolet à 50 m SH1                     | Yang Chao (CHN)             | Server Ibragimov (UZB)        | Davide Franceschetti (ITA)   |
|                                         |                             |                               |                              |
| Carabine à 10 m air comprimé couché SH1 | Veronika Vadovičová (SVK)   | Radoslav Malenovsky (SVK)     | Juan Saavedra (ESP)          |
| Carabine à 10 m air comprimé couché SH2 | Tanguy de La Forest (FRA)   | Alexandre Galgani (BRA)       | Mika Mizuta (JPN)            |
| Carabine à 10 m air comprimé debout SH2 | Franček Gorazd Tiršek (SLO) | Tanguy de La Forest (FRA)     | Huntae Seo (KOR)             |
| Carabine à 50 m couché SH1              | Natascha Hiltrop (GER)      | Anna Benson (SWE)             | Jean-Louis Michaud (FRA)     |
| Carabine à 50 m couché SH2              | Dragan Ristić (SRB)         | Vladimer Tchintcharauli (GEO) | Tim Jeffery (GBR)            |

## Tir à l'arc
| Épreuve               | Or                                               | Argent                                       | Bronze                                |
| Hommes                | Hommes                                           | Hommes                                       | Hommes                                |
| --------------------- | ------------------------------------------------ | -------------------------------------------- | ------------------------------------- |
| Libre - Arc à poulies | Matt Stutzman (USA)                              | Ai Xinliang (CHN)                            | He Zihao (CHN)                        |
| Libre - Arc classique | Harvinder Singh (IND)                            | Lukasz Ciszek (POL)                          | Mohammad Reza Arab Ameri (IRI)        |
| W1                    | Jason Tabansky (USA)                             | Han Guifei (CHN)                             | Zhang Tianxin (CHN)                   |
| Femmes                |                                                  |                                              |                                       |
| Libre - Arc à poulies | Öznur Cüre (TUR)                                 | Fatemeh Hemmati (IRI)                        | Jodie Grinham (GBR)                   |
| Libre - Arc classique | Wu Chunyan (CHN)                                 | Wu Yang (CHN)                                | Elisabetta Mijno (ITA)                |
| W1                    | Chen Minyi (CHN)                                 | Šárka Musilová (CZE)                         | Tereza Brandtlová (CZE)               |
| Mixte                 |                                                  |                                              |                                       |
| Libre - Arc à poulies | Grande-Bretagne- Jodie Grinham - Nathan MacQueen | Iran- Fatemeh Hemmati - Hadi Nori            | Inde- Sheetal Devi - Rakesh Kumar     |
| Libre - Arc classique | Italie- Elisabetta Mijno - Stefano Travisani     | Turquie- Merve Nur Eroğlu - Sadık Savaş      | Slovénie- Živa Lavrinc - Dejan Fabčič |
| W1                    | Chine- Chen Minyi - Zhang Tianxin                | Tchéquie- David Drahonínský - Šárka Musilová | Italie- Daila Dameno - Paolo Tonon    |

## Triathlon
| Épreuves          | Or                                             | Argent                                            | Bronze                                     |
| Hommes            |                                                |                                                   |                                            |
| PTWC              | Jetze Plat (NED)                               | Florian Brungraber (AUT)                          | Geert Schipper (NED)                       |
|                   |                                                |                                                   |                                            |
| PTS2              | Jules Ribstein (FRA)                           | Mohamed Lahna (USA)                               | Mark Barr (USA)                            |
| PTS3              | Daniel Molina (ESP)                            | Max Gelhaar (GER)                                 | Nico van der Burgt (NED)                   |
| PTS4              | Alexis Hanquinquant (FRA)                      | Carson Clough (USA)                               | Nil Riudavets Victory (ESP)                |
| PTS5              | Chris Hammer (USA)                             | Ronan Cordeiro (BRA)                              | Martin Schulz (GER)                        |
|                   |                                                |                                                   |                                            |
| PTVI              | Dave Ellis (GBR) guide : Luke Pollard          | Thibaut Rigaudeau (FRA) guide : Cyril Viennot     | Antoine Perel (FRA) guide : Yohan Le Berre |
| Femmes            |                                                |                                                   |                                            |
| PTWC              | Lauren Parker (AUS)                            | Kendall Gretsch (USA)                             | Leanne Taylor (CAN)                        |
|                   |                                                |                                                   |                                            |
| PTS2              | Hailey Danz (USA)                              | Veronica Yoko Plebani (ITA)                       | Allysa Seely (USA)                         |
| PTS4 (incl. PTS3) | Megan Richter (GBR)                            | Marta Francés Gómez (ESP)                         | Hannah Moore (GBR)                         |
| PTS5              | Grace Norman (USA)                             | Claire Cashmore (GBR)                             | Lauren Steadman (GBR)                      |
|                   |                                                |                                                   |                                            |
| PTVI              | Susana Rodríguez (ESP) guide : Sara Pérez Sala | Francesca Tarentello (ITA) guide : Silvia Visaggi | Anja Renner (GER) guide : Maria Paulig     |

## Volley-ball
| Épreuves                                                         | Or | Argent | Bronze |
| Tournoi masculin                                                 | Iran- Hamidreza Abbasifeshki - Morteza Mehrzad - Meisam Ali Pour - Davoud Alipourian - Meysam Hajibabaei Movahhed - Mohammed Nemati - Sadegh Bigdeli - Majid Lashkarisanami - Hossein Golestani - Isa Zirahi - Ramezan Salehihajikolaei - Mahdi Babadi | Bosnie-Herzégovine- Ismet Godinjak - Adnan Manko - Stevan Crnobrnja - Armin Šehić - Asim Medić - Mirzet Duran - Nizam Čančar - Edin Dino - Sabahudin Delalić - Safet Alibašić - Dževad Hamzić - Ermin Jusufović | Égypte- Hesham Elshwikh - Mohamed Hamdy Elsoudany - Ashraf Zaghloul Abdelaziz Abdalla - Ahmed Mohammed Soliman Khamis - Ahmed Mohammed Fadl - Hossam Massoud - Elsayed Moussa Saad Moussa - Abdelnaby Hassan Ahmed Abdellatif - Zakareia Abdo - Mohamed Abouelyazeid - Ahmed Zikry - Metawa Abouelkhir |
| Tournoi féminin                                                  | États-Unis- Heather Erickson - Monique Matthews - Whitney Dosty - Kaleo Kanahele Maclay - Lora Webster - Nicky Nieves - Tia Edwards - Bethany Zummo - Alexis Shifflett - Sydney Satchell - Katie Holloway Bridge - Emma Schieck                        | Chine- Lyu Hongqin - Zhao Meiling - Qiu Junfei - Zhang Xufei - Li Ting - Huang Lu - Wang Yanan - Zhang Lijun - Su Limei - Tang Xuemei - Xu Yixiao - Hu Huizi                                                    | Canada- Julie Kozun - Allison Lang - Felicia Voss-Shafiq - Anne Fergusson - Jolan Wong - Heidi Peters - Sarah Melenka - Jennifer McCreesh - Katelyn Wright - Jennifer Oakes - Danielle Ellis |
| Pour consulter ou modifier les données, voir la section #Podiums | | | |

## Athlètes les plus médaillés
Dans le tableau ci-dessous figurent les athlètes ayant obtenu au moins 4 médailles lors des Jeux paralympiques d'été de 2024 (classement par nombre de médailles d'or, d'argent puis de bronze).
| Athlète                             | Catégorie | Sport      | Médaille d'or, Jeux paralympiques | Médaille d'argent, Jeux paralympiques | Médaille de bronze, Jeux paralympiques | Total |
| Jiang Yuyan (CHN)                   | S6        | Natation   | 7                                 | 0                                     | 0                                      | 7     |
| Stefano Raimondi (ITA)              | S10       | Natation   | 5                                 | 1                                     | 0                                      | 6     |
| Catherine Debrunner (SUI)           | T53       | Athlétisme | 5                                 | 1                                     | 0                                      | 6     |
| Guo Jincheng (CHN)                  | S5        | Natation   | 4                                 | 2                                     | 0                                      | 6     |
| Ihar Boki (NPA)                     | S13       | Natation   | 5                                 | 0                                     | 0                                      | 5     |
| Lu Dong (CHN)                       | S5        | Natation   | 4                                 | 1                                     | 0                                      | 5     |
| Maria Carolina Gomes Santiago (BRA) | S12       | Natation   | 3                                 | 2                                     | 0                                      | 5     |
| Poppy Maskill (GBR)                 | S14       | Natation   | 3                                 | 2                                     | 0                                      | 5     |
| Gu Haiyan (CHN)                     | Cat. A    | Escrime    | 3                                 | 1                                     | 1                                      | 5     |
| Daria Lukianenko (NPA)              | S11       | Natation   | 3                                 | 0                                     | 2                                      | 5     |
| Andrii Trusov (UKR)                 | S7        | Natation   | 2                                 | 3                                     | 0                                      | 5     |
| Christie Raleigh Crossley (USA)     | S9        | Natation   | 2                                 | 2                                     | 1                                      | 5     |
| Alice Tai (GBR)                     | S8        | Natation   | 2                                 | 1                                     | 2                                      | 5     |
| Carlotta Gilli (ITA)                | S13       | Natation   | 2                                 | 1                                     | 2                                      | 5     |
| Wang Lichao (CHN)                   | S5        | Natation   | 2                                 | 0                                     | 3                                      | 5     |
| Samantha Kinghorn (GBR)             | T53       | Athlétisme | 1                                 | 4                                     | 0                                      | 5     |
| Ellie Marks (USA)                   | S6        | Natation   | 0                                 | 5                                     | 0                                      | 5     |
| Viktoriia Ishchiulova (NPA)         | S8        | Natation   | 0                                 | 3                                     | 2                                      | 5     |
| Sun Gang (CHN)                      | Cat. A    | Escrime    | 4                                 | 0                                     | 0                                      | 4     |
| Wen Xiaoyan (CHN)                   | T37       | Athlétisme | 4                                 | 0                                     | 0                                      | 4     |
| Simone Barlaam (ITA)                | S9        | Natation   | 3                                 | 1                                     | 0                                      | 4     |
| Saisunee Jana (THA)                 | Cat. B    | Escrime    | 3                                 | 0                                     | 1                                      | 4     |
| He Shenggao (CHN)                   | S5        | Natation   | 2                                 | 2                                     | 0                                      | 4     |
| Yuan Weiyi (CHN)                    | S5        | Natation   | 2                                 | 2                                     | 0                                      | 4     |
| Leanne Smith (USA)                  | S3        | Natation   | 2                                 | 2                                     | 0                                      | 4     |
| Dimitri Coutya (GBR)                | Cat. B    | Escrime    | 2                                 | 1                                     | 1                                      | 4     |
| Sophie Unwin (GBR)                  | B         | Cyclisme   | 2                                 | 1                                     | 1                                      | 4     |
| Ami Omer Dadaon (ISR)               | S4        | Natation   | 2                                 | 1                                     | 1                                      | 4     |
| Valeriia Chabalina (NPA)            | S14       | Natation   | 2                                 | 1                                     | 1                                      | 4     |
| Alexandre Léauté (FRA)              | C2        | Cyclisme   | 2                                 | 0                                     | 2                                      | 4     |
| Takayuki Suzuki (JPN)               | S3        | Natation   | 1                                 | 2                                     | 1                                      | 4     |
| Marcel Hug (SUI)                    | T54       | Athlétisme | 1                                 | 2                                     | 1                                      | 4     |
| Denys Ostapchenko (UKR)             | S3        | Natation   | 1                                 | 2                                     | 1                                      | 4     |
| Anna Stetsenko (UKR)                | S12       | Natation   | 1                                 | 2                                     | 1                                      | 4     |
| Talisson Glock (BRA)                | S6        | Natation   | 1                                 | 1                                     | 2                                      | 4     |
| Giulia Terzi (ITA)                  | S7        | Natation   | 1                                 | 0                                     | 3                                      | 4     |
| Alex Portal (FRA)                   | S13       | Natation   | 0                                 | 3                                     | 1                                      | 4     |
| Piers Gilliver (GBR)                | Cat. A    | Escrime    | 0                                 | 3                                     | 1                                      | 4     |
| Danylo Chufarov (UKR)               | S11       | Natation   | 0                                 | 2                                     | 2                                      | 4     |
| Susannah Scaroni (USA)              | T54       | Athlétisme | 0                                 | 1                                     | 3                                      | 4     |